# ویم مرتنس
ویم مرتنس (هلندی: Wim Mertens؛ زادهٔ ۱۴ مهٔ ۱۹۵۳) یک موسیقی‌دان و آهنگساز فلامانی‌زبان اهل بلژیک است.
از فیلم‌ها یا مجموعه‌های تلویزیونی که وی در آن‌ها نقش داشته‌است می‌توان به شدومن اشاره نمود.